# Alexander Gutowski
Alexander Gutowski (* 5. Februar 1936 in Schwäbisch Gmünd) ist ein deutscher Zahnarzt. Er führte die Gnathologie im deutschsprachigen Raum ein und entwickelte zahlreiche Behandlungskonzepte, insbesondere zur Versorgung zahnloser Patienten mit Totalprothesen. Unter vielen Zahnärzten in Deutschland gilt er als Institution.

## Leben
Er stammt von der polnischen uradeligen Familie Gutowski ab.
Gutowski studierte Zahnmedizin an der Ludwig-Maximilians-Universität München und der Heinrich-Heine-Universität Düsseldorf. Staatsexamen, Approbation und Promotion erfolgten 1960 in Düsseldorf. Seine Assistenztätigkeit absolvierte er an der Westdeutschen Kieferklinik, Düsseldorf, sowie bei Federico Singer in Meran. 1962 übernahm er die väterliche Praxis in Schwäbisch Gmünd, die er in der dritten Generation weiterführt. Zwischen 1966 und 1976 bildete er sich in den USA weiter bei Arne Lauritzen, Peter K. Thomas und Charles E. Stuart, Henry Goldman und Henry Tanner. 1992 wurde er zum Professor ernannt und zum Gastordinarius (Visiting Professor) der stomatologischen Fakultät der Universität Zagreb mit dem Aufgabengebiet „Weiterbildung des Lehrkörpers“ berufen. Er lebt in Schwäbisch Gmünd.

## Arbeitsschwerpunkte
Zu seinen Arbeitsschwerpunkten zählen die restaurative, rekonstruktive und ästhetische Zahnheilkunde, kombiniert festsitzend-abnehmbarer Zahnersatz mit Konus- und Teleskopkronen und Geschiebeverbindungen, Totalprothesen, Behandlung von Funktionsstörungen, Endo-Prothetik und Implantatprothetik. Er hat die Erkenntnisse der Gnathologie Anfang der 1970er Jahre in Deutschland eingeführt und bekannt gemacht.
Seit 1967 gibt er Fortbildungskurse und Vorträge für Zahnärzte und Zahntechniker bei Fortbildungsinstituten und Zahnärztekammern. Nach eigenen Angaben führte er etwa 900 Fortbildungskurse mit mehr als 40.000 Teilnehmern in Deutschland und anderen europäischen Ländern mit Live-Demonstrationen und praktischen Arbeitskursen durch.
Gutowski entwickelte eine Schieblehre zum optimalen Messen der Bisshöhe von Totalprothesen und Registrierbehelfen.

## Mitgliedschaften
- 1974 Gründungsmitglied der Akademie Praxis und Wissenschaft (APW) der Deutschen Gesellschaft für Zahn-, Mund- und Kieferheilkunde (DGZMK).
- Gründungsmitglied der Neuen Gruppe[13][14]
- 2014 Alumni-Preis des Bundesverbands der zahnmedizinischen Alumni (BdZA)[11]

## Veröffentlichungen (Auszug)
- Kronen, Brücken, Verbindungselemente, Werk-Verlag Banaschewski, 1969
- mit Axel Bauer, Gnathologie. Einführung in Theorie und Praxis. 1975, Quintessenz-Verlag, 3. Auflage 1984, ISBN 978-3-87652-158-9
- Christian Bruhn, F. Gutowski, A. Gysi, F. Hauptmeyer, Stephan Loewe, Karl Kukulies, Paul Wustrow: Zahnärztliche Prothetik. Springer, 2013, ISBN 978-3-642-99582-8 (google.de).
- Kompendium der funktionsorientierten, prothetischen und ästhetischen Zahnheilkunde, 2012.
- Lehr-CDs